# Cascade (Idaho)
Pour les articles homonymes, voir Cascade.
La ville de Cascade est le siège du comté de Valley, situé dans l'Idaho, aux États-Unis.

## Démographie
| 1920 | 1930 | 1940  | 1950 | 1960 | 1970 |
| ---- | ---- | ----- | ---- | ---- | ---- |
| 299  | 726  | 1 029 | 943  | 923  | 833  |

| 1980 | 1990 | 2000 | 2010 | - | - |
| ---- | ---- | ---- | ---- | - | - |
| 945  | 877  | 997  | 939  | - | - |

Sa population s’élevait à 939 habitants lors du recensement de 2010.

## Source
- (en) Cet article est partiellement ou en totalité issu de l’article de Wikipédia en anglais intitulé « Cascade, Idaho » (voir la liste des auteurs).